# Деавгай
Деавгай (рут. Де авгай, рут. Кьилбид бан) — горная вершина системы Большого Кавказа, самая высокая точка Гельмец-Ахтынского хребта. Расположена в Рутульском районе Дагестана. Высота 4016 м.

## География

3D-анимация горы Деавгай и окружающего ландшафта

Гора Деавгай расположена в Рутульском районе Дагестана. Является наивысшей точкой Гельмец-Ахтынского хребта, входящего в систему Большого Кавказа. Вершина горы вогнутой формы, покрыта вечными снегами, находится на уровне 4016 м. Склоны горы скалистые. На севере гора образует почти отвесную чёрную сланцевую стену с контрфорсами и обширным снежником у подошвы. Южные склоны представляют собой ледово-снежные карнизы с крутосклонным сбросом. Гора Деавгай является второй по высоте вершиной Рутульского района, выше только гора Гокли (4047 м).

## Восхождения
Первое известное восхождение на гору совершено в 1872 году русским учёным А. Беккером. В 1972 году на гору взошла группа К. Ахмедханова.

## Этимология
В 1837 году имам Шамиль с немногочисленным отрядом  прибыл в Рутул к своему наибу Агабеку Рутульскому. Об этом было доложено русским. Желая поймать имама, русские бросили на поимку Шамиля многочисленный отряд. Село было окружено русскими. Осада длилась несколько недель. Агабек с намерением отвлечь силы русских скрытно вышел из села и неожиданно напал на город Нуху. И тогда русские, бросив против осажденных все свои силы,  взяли село. Стариков и женщин пытали, требуя от них, чтобы те  указали где скрываются Шамиль и Агабек. Жители отвечали им указывая в сторону возвышающегося вдалеке горного пика: — «Де авгай» (рус. Попробуй, найди). Русские послали отряд в сторону этой горы. С тех пор эта вершина так и называется — Деавгай.

## Дополнительно
В честь горы получила своё название футбольная команда Рутульского района Деавгай. Сайт болельщиков ФК Деавгай